# Le avventure di Piggley Winks
Le avventure di Piggley Winks (Jakers! The Adventures of Piggley Winks) è una serie animata 3D statunitense-britannica-irlandese, in onda in prima TV in Italia su Italia 1, che narra le vicende del maialino Piggley Winks e dei suoi amici, l'anatra Dany O'Mallard e il toro Ferdy (Fernando Toro), durante la loro infanzia nell'Irlanda rurale del 1950 nella fattoria Raloo e le campagne circostanti la loro cittadina Tara.
È lo stesso Piggley, che vive negli Stati Uniti, a raccontare le avventure vissute all'età di 8 anni, incantando i suoi nipotini, Meg la femmina e i gemelli maschi Seamus e Sean, che non si stancano mai di ascoltare le sue divertenti storie, da cui hanno sempre qualcosa da imparare.
Nelle trasmissioni su Italia 1 e Cartoonito la sigla italiana è cantata da Cristina D'Avena. Quando la serie venne replicata su Boomerang e JimJam venne invece utilizzata la sigla originale in inglese.

## I personaggi del 1950
- Piggley Winks: è il protagonista della serie, un vivace maialino di 8 anni leader della banda di ragazzini che scorrazza dentro e fuori la cittadina di Tara. È coraggioso, creativo e monello. È dotato di una fervida immaginazione che lo porta a creare fantastiche avventure[8]. Riesce spesso a convincere i suoi amici Ferdy e Dany a seguirlo in spericolate imprese.
- Fernando "Ferdy" Toro: è un toro di 8 anni ed è il miglior amico di Piggley e Dany. È mangione, prudente, ma curioso. Si fa spesso coinvolgere nelle avventure di Piggley. Ama cantare e inventare canzoni. Sa vedere il lato positivo di ognuno e di ogni cosa.[9]
- Dany O'Mallard: è una papera di 8 anni ed è la migliore amica di Ferdy e Piggley.[10] È spesso in disaccordo con i suoi amici, ma solo perché si sente responsabile per loro. Ha una forte personalità e si entusiasma per le avventure in cui è coinvolta. Spesso è preda del panico e diventa nervosa se, con i suoi amici, si mette nei guai. Lei è la nipotina della Nonna O'Mallard, e la cugina della papera americana Gerdie.
- Willy: è una pecora che pensa di essere una leggenda vivente.[11] È stata importata dall'America e, a differenza delle altre pecore, parla e sta in piedi. Ha continue manie di grandezza, ma, sebbene si consideri al di sopra del resto del gregge, non può vivere senza i suoi amici.
- Molly Winks: è la sorellina di Piggley, una bambina vivace, dolce e graziosa. Avendo solo 5 anni, ha una visione della vita ancora estremamente semplice e si esprime in modo infantile. È sempre pronta a cogliere l'occasione per unirsi ai giochi dei bambini più grandi.[12] Quando non ci sono altri bambini nei paraggi, si diverte da sola usando la sua fantasia.
- Hector: è un tasso dispettoso, e a volte bullo e prepotente. Va a scuola con Piggley, Ferdy e Dany e di solito entra in rivalità con il trio.
- Don Toro: è il maniscalco della cittadina di Tara, nonché papà di Ferdy. È alto e molto forte, ma ha un cuore d'oro ed è sempre pronto ad aiutare e consigliare non solo il figlio, ma anche i suoi amici.
- Padrig Winks: è il padre di Piggley e Molly, proprietario della fattoria. È appassionato di calcio e conosce molti racconti e leggende locali[13]
- Elly Winks: è la madre di Piggley e Molly, una cuoca famosa per la sua torta di mele.[14]
- Miss Nanny: è una capra, commessa del negozio di Tara.
- Mister Horn: è una capra maschio, maestro di Piggley e i suoi amici.

## Doppiaggio
| Personaggio            | Doppiatore originale | Doppiatore italiano |
| ---------------------- | -------------------- | ------------------- |
| Piggley Winks a 8 anni | Maile Flanaghan      | Davide Garbolino    |
| Piggley Winks anziano  | Peadar Lamb          | Riccardo Rovatti    |
| Padrig Winks           | Charlie Adler        | Riccardo Lombardo   |
| Elly Winks             | Russi Taylor         |                     |
| Molly Winks            | Tara Strong          | Serena Clerici      |
| Dany O'Mallard         | Tara Strong          | Marisa Della Pasqua |
| Fernando "Ferdy" Toro  | Russi Taylor         | Paolo De Santis     |
| Don Toro               | Fernando Escandon    | Marco Balzarotti    |
| Willy                  | Mel Brooks           | Giovanni Battezzato |
| Shirley                | Joan Rivers          |                     |
| Sean Winks             | Nika Futterman       | Sabrina Bonfitto    |
| Seamus Winks           | Nika Futterman       |                     |
| Meg Winks              | Melissa Disney       |                     |
| Figlia di Piggley      | Russi Taylor         | Patrizia Scianca    |
| Miss Nanny             | Susan Silo           | Giuliana Nanni      |